# Kreuzäcker (Naturschutzgebiet)
Das Gebiet Kreuzäcker ist ein mit Verordnung vom 7. April 1994 des Regierungspräsidiums Tübingen ausgewiesenes Naturschutzgebiet (NSG-Nummer 4.242) im Südosten der baden-württembergischen Stadt Pfullendorf im Landkreis Sigmaringen in Deutschland.

## Lage
Das rund 19 Hektar große Naturschutzgebiet Kreuzäcker gehört naturräumlich zum Oberschwäbischen Hügelland. Es liegt etwa sechs Kilometer südöstlich der Pfullendorfer Stadtmitte in der Gemarkung Denkingen, auf einer durchschnittlichen Höhe von 675 m ü. NN.

## Beschreibung
Die ehemalige Kiesgrube befindet sich in der Abflussrinne des Rheingletschers, der in der Würm-Kaltzeit auch das Illmenseebecken ausgefüllt hat. Die Grube hat bei einer Tiefe von ungefähr zehn Meter eine Länge von rund 750 Meter und ist an der breitesten Stelle etwa 300 Meter breit. Die abgebauten Kiese waren würmzeitliche Schmelzwasserschoter, auch Niederterrassenschotter genannt.

## Schutzzweck
Wesentlicher Schutzzweck ist die Erhaltung und Sicherung der Kiesgrube als ökologische Vorrangfläche für Tier- und Pflanzenarten, die in der intensiv genutzten Kulturlandschaft keine Lebensmöglichkeiten mehr finden. Das vorhandene Mosaik von verschiedensten Biotoptypen, insbesondere Trockenbiotopen, soll vor anthropogenen Nutzungen gesichert und der Natur die Möglichkeit zur freien Entwicklung gegeben werden. Die Artenvielfalt soll somit erhalten und gefördert werden. Die temporären Gewässer sollen als Lebensraum für Amphibien, Libellen und für andere ans Wasser gebundene Tierarten erhalten werden. Die Grundstücke sollen zur Sicherung der Nutzung zu Naturschutzzwecken vom Land erworben werden.

## Flora und Fauna

### Flora
Folgende, nach Ordnungen und Arten sortierte Pflanzenarten (Auswahl) sind im Gebiet Kreuzäcker erfasst:
| Lippenblütlerartige (Lamiales) Acker-Ehrenpreis (Veronica agrestis) Bachbunge (Veronica beccabunga) Feld-Ehrenpreis (Veronica arvensis) Gamander-Ehrenpreis (Veronica chamaedrys) Kleinblütige Königskerze (Verbascum thapsus) Persischer Ehrenpreis (Veronica persica) Schwarze Königskerze (Verbascum nigrum) Malpighienartige (Malpighiales) Hain-Veilchen (Viola riviniana) Hunds-Veilchen (Viola canina) Wildes Stiefmütterchen (Viola tricolor) | Rosenartige (Rosales) Große Brennnessel (Urtica dioica) Schmetterlingsblütenartige (Fabales) Viersamige Wicke (Vicia tetrasperma) Vogel-Wicke (Vicia cracca) Zaun-Wicke (Vicia sepium) Süßgrasartige (Poales) Breitblättriger Rohrkolben (Typha latifolia) |

### Fauna
Folgende, nach Klassen, Familien und Arten sortierte Tierarten (Auswahl) sind im Gebiet Kreuzäcker erfasst:

#### Amphibien(Amphibia)
| Echte Frösche (Ranidae) Grasfrosch (Rana temporaria) Teichfrosch (Pelophylax „esculentus“) Echte Salamander (Salamandridae) Bergmolch oder Alpenmolch (Ichthyosaura alpestris) Nördlicher Kammmolch (Triturus cristatus) Teichmolch (Lissotriton vulgaris) | Kröten (Bufonidae) Erdkröte (Bufo bufo) Laubfrösche (Hylidae) Europäischer Laubfrosch (Hyla arborea) |

#### Insekten(Insecta)
| Heuschrecken (Orthoptera) Brauner Grashüpfer (Chorthippus brunneus) Buntbäuchiger Grashüpfer (Omocestus ventralis) Gemeiner Grashüpfer (Chorthippus parallelus) Grünes Heupferd (Tettigonia viridissima) Nachtigall-Grashüpfer (Chorthippus biguttulus) Rote Keulenschrecke (Gomphocerippus rufus) Käfer (Coleoptera) Berg-Sandlaufkäfer (Cicindela silvicola) Borstenhornläufer (Loricera pilicornis) Bunter Scheibenhals-Schnellläufer (Stenolophus teutonus) Dünen-Sandlaufkäfer (Cicindela hybrida) Erzfarbener Kamelläufer (Amara aenea) Feld-Sandlaufkäfer (Cicindela campestris) Gelbspitziger Sammetläufer (Chlaenius vestitus) Gewöhnlicher Ahlenläufer (Bembidion lampros) Gewöhnlicher Glanzflachläufer (Agonum muelleri) Gewöhnlicher Grabläufer (Pterostichus melanarius) Gewöhnlicher Grabspornläufer (Clivina fossor) Gewöhnlicher Rotstirnläufer (Anisodactylus binotatus) Glatthalsiger Buntgrabläufer (Poecilus versicolor) Großer Grabläufer (Pterostichus niger) Großes Ochsenauge (Maniola jurtina) Haarrand-Schnellläufer (Harpalus aeneus) Hellfleckiger Ufer-Ahlenläufer (Bembidion articulatum) Illigers Ahlenläufer (Bembidion illigeri) Kleiner Lehmwand-Ahlenläufer (Bembidion milleri) Kleiner Uferläufer (Elaphrus riparius) Kohldistel-Kamelläufer (Amara aulica) Metallglänzender Schnellläufer (Harpalus rubripes) Zweifleckiger Ahlenläufer (Bembidion biguttatum) Libellen (Odonata) Frühe Heidelibelle (Sympetrum fonscolombei) Gemeine Becherjungfer (Enallagma cyathigerum) Gemeine Heidelibelle (Sympetrum vulgatum) Große Königslibelle (Anax imperator) Große Pechlibelle (Ischnura elegans) Großer Blaupfeil (Orthetrum cancellatum) Hufeisen-Azurjungfer (Coenagrion puella) Kleine Pechlibelle (Ischnura pumilio) Plattbauch (Libellula depressa) Schwarze Heidelibelle (Sympetrum danae) Südlicher Blaupfeil (Orthetrum brunneum) | Schmetterlinge (Lepidoptera) Admiral (Vanessa atalanta) Aurorafalter (Anthocharis cardamines) Braune Tageule (Euclidia glyphica) Brauner Waldvogel (Aphantopus hyperantus) Braunkolbiger Braun-Dickkopffalter (Thymelicus sylvestris) C-Falter (Polygonia c-album) Gammaeule (Autographa gamma) Gelbwürfeliger Dickkopffalter (Carterocephalus palaemon) Großer Gabelschwanz (Cerura vinula) Großer Kohlweißling (Pieris brassicae) Grünader-Weißling (Artogeia napi) Hauhechel-Bläuling (Polyommatus icarus) Kaisermantel (Argynnis paphia) Kleiner Feuerfalter (Lycaena phlaeas) Kleiner Kohlweißling (Pieris rapae) Kleiner Perlmuttfalter (Issoria lathonia) Kleiner Weinschwärmer (Deilephila porcellus) Kleiner Würfel-Dickkopffalter (Pyrgus malvae) Kleines Fünffleck-Widderchen (Zygaena viciae) Kleines Nachtpfauenauge (Eudia pavonia) Kleines Wiesenvögelchen (Coenonympha pamphilus) Mädesüß-Perlmuttfalter (Brenthis ino) Rostfarbiger Dickkopffalter (Ochlodes venatus) Rotbraunes Wiesenvögelchen (Coenonympha glycerion) Rotklee-Bläuling (Cyaniris semiargus) Rotrandbär (Diacrisia sannio) Schachbrett (Melanargia galathea) Scheck-Tageule (Callistege mi) Schwalbenschwanz (Papilio machaon) Schwarzkolbiger Braun-Dickkopffalter (Thymelicus lineolus) Sechsfleck-Widderchen (Zygaena filipendulae) Storchschnabel-Bläuling (Eumedonia eumedon) Tagpfauenauge (Inachis io) Taubenschwänzchen (Macroglossum stellatarum) Tintenfleck-Weißling (Leptidea sinapis) Wander-Gelbling (Colias crocea) Wegerichbär (Parasemia plantaginis) Weißbindiges Wiesenvögelchen (Coenonympha arcania) Weißklee-Gelbling (Colias hyale) Zitronenfalter (Gonepteryx rhamni) Zwerg-Bläuling (Cupido minimus) Schnabelkerfe (Hemiptera) (Ranatra linearis) Stabwanze |